# Mittlerer Vokal
Mit mittlerer Vokal sind diejenigen Vokale gemeint, bei deren Aussprache der Mund halboffen (oder auch: halb geschlossen) ist. Dabei hat der Winkel der beiden Kiefer eine mittlere Größe, die Zunge nimmt eine mittelhohe Stellung ein. 
Als „mittlere“ werden die  „e“- „ö“- und „o“-Laute bezeichnet,  während die „a“-Laute zu den offenen Vokalen und die „i“- „ü“- und „u“-Laute zu den geschlossenen Vokalen zählen. Man muss den Begriff mittlerer Vokal von dem Begriff zentraler Vokal (= Zentralvokal) unterscheiden: Mittlere Vokale werden nach der Mundöffnung beziehungsweise nach der Zungenhöhe bestimmt, zentrale Vokale (Zentralvokale) nach der Lage der Zunge in Bezug auf ihre Stellung vorne oder hinten im Mundraum. 

## Deutsche Beispiele für mittlere Vokale
Mittlere Vokale sind:
- [ɛ] (kurz) in „betten“
- [eː] (lang) in „beten“
- [ə] (Schwa / Reduktionsvokal)[1] in „Falle“ (['falə])
- [œ] (kurz) in „Hölle“
- [ø:] (lang) in „Höhle“
- [ɔ] (kurz) in „Molle“
- [oː] (lang) in „Mole“.